# Eduardo Vega Luna
Eduardo Ernesto Vega Luna (Lima, 16 de febrero de 1966) es un abogado, jurista y político peruano. Fue ministro de Justicia durante el gobierno de Francisco Sagasti, desde el 18 de noviembre del 2020 hasta el 28 de julio del 2021. Fue también defensor del pueblo en el periodo 2011-2016.

## Biografía
Eduardo Vega nació en la ciudad de Lima, el 16 de febrero de 1966.
Egreso del Colegio Salesiano Don Bosco del Callao en el año 1983.
Es abogado graduado por la Universidad Nacional Mayor de San Marcos y cuenta con estudios de maestría en Paz y Desarrollo en la cátedra UNESCO de Filosofía para la Paz, de la Universidad Jaime I de España y también estudios de maestría en Derecho Penal por la UNMSM.
Es funcionario de carrera de la Defensoría del Pueblo desde hace más de 17 años. Cuenta con una amplia trayectoria profesional en la defensa y promoción de los derechos humanos en el Perú. Antes de trabajar en la Defensoría del Pueblo se desempeñaba como abogado de la Comisión Episcopal de Acción Social (CEAS), de la Iglesia Católica y en el Instituto de Defensa Legal (IDL).
En diciembre del año 1996 ingresó a la Defensoría del Pueblo, durante la gestión de Jorge Santistevan de Noriega, como coordinador de la Secretaría Técnica de la Comisión Ad Hoc de Indultos para personas injustamente acusadas de terrorismo. Luego fue comisionado de la Adjuntía para los Derechos Humanos y las Personas con Discapacidad. En el año 2006, asumió el cargo de defensor adjunto para los Derechos Humanos y las Personas con Discapacidad.
El 1 de diciembre del 2009 fue designado primer adjunto a la Defensora del Pueblo, tras ganar un concurso público de méritos.

### Defensor del Pueblo
El 1 de abril del 2011, Eduardo Vega Luna asumió el cargo de titular de la Defensoría del Pueblo en reemplazo de Beatriz Merino.
Durante su gestión, Vega se caracterizó por su posición a favor de la Comunidad LGTB, pidiendo implementar medidas de derechos fundamentales a favor del colectivo. También colaboró con el proyecto de ley que instaba a la búsqueda de personas desaparecidas durante el período de violencia 1980-2000.
Vega se mantuvo en el cargo hasta el 29 de agosto del 2016, fecha en la fue reemplazado en el cargo por el abogado Walter Gutiérrez.

### Ministro de Justicia
El 18 de noviembre del 2020, Eduardo Vega fue nombrado y juramentado por el presidente interino Francisco Sagasti como ministro de Justicia y Derechos Humanos.